# Petros Sikeliotes
Petros Sikeliotes war ein byzantinischer christlicher Apologet des 9. Jahrhunderts. Über sein Leben ist wenig bekannt.
Nach eigenen Angaben wurde er 868 von Kaiser Basileios I. nach Tephrike zu Johannes Chrysocheir, dem Anführer der Paulikianer, gesandt, um über einen Gefangenenaustausch zu verhandeln. Seine Mission blieb erfolglos, jedoch sammelte er Material über Lebensweise und Lehre der Bewegung. Diese Angaben sind allerdings falsch und sollten seinen Schriften nur mehr Glaubwürdigkeit verleihen.
Seine nach 850 verfasste Geschichte der Manichäer und der Paulikianer überarbeitete er um 870. Weiter verfasste er sechs Reden gegen die Paulikianer, von denen drei erhalten sind.